# Rezerwat przyrody Grodzisko Ryczyńskie
Rezerwat przyrody Grodzisko Ryczyńskie – leśny rezerwat przyrody w gminie Oława, w powiecie oławskim, w województwie dolnośląskim. Jest to rezerwat archeologiczno-leśny mający chronić pomnikowy drzewostan, stanowiący pozostałość po kompleksie lasów łęgowych.
Rezerwat został powołany Zarządzeniem Ministra Leśnictwa i Przemysłu Drzewnego z 20 marca 1958 roku (M.P. z 1958 r. nr 36, poz. 205), w roku 2011 powiększono obszar rezerwatu do 1,82 ha. Według aktu powołującego, rezerwat utworzono w celu zachowania ze względów dydaktycznych i kulturalnych kilkusetletniego drzewostanu dębowego z domieszką innych gatunków liściastych i iglastych, rosnącego na tle prehistorycznego grodziska Ryczyn.
Na terenie grodziska rośnie sosna wejmutka i orzech czarny – północnoamerykański antropofit. Obserwowano też tutaj gatunek rzadkiego bociana czarnego, wyjątkowo płochliwego i unikającego ludzi.